# Cova Foradada (Cervera de la Marenda)
La Cova Foradada és una cova i un paratge del límit dels termes comunal de Cervera de la Marenda, a la comarca del Rosselló, a la Catalunya del Nord, i municipal de Portbou, pertanyent a l'Alt Empordà.
Està situada a l'extrem sud-est de la comuna de Cervera de la Marenda, i en el nord-est del terme de Portbou, entre el Cap de Cervera, pertanyent a Cervera de la Marenda, i la Punta de l'Ocell, del terme de Portbou. És a ran de mar, en un lloc de difícil accés.
A l'interior de la cova es troba la fita fronterera número 602, la més oriental, entre els estats espanyol i francès, malgrat que a banda i banda de la cova sempre és Catalunya. Es tracta d'una creu grava i pintada, amb el número corresponent a la fita, en una roca vertical del costat occidental de la cova.